# Бута (місто)
Бута́ (фр. Buta) — місто і адміністративний центр провінції Нижнє Уеле Демократичної Республіки Конго.

## Географія
Місто розташоване на річці Рубі, на висоті 434 м над рівнем моря. У 2010 році населення міста за оцінками становило 53 401 осіб. 

### Клімат
Місто знаходиться у зоні, котра характеризується кліматом тропічних саван. Найтепліший місяць — березень із середньою температурою 25 °C (77 °F). Найхолодніший місяць — липень, із середньою температурою 22.8 °С (73 °F).
| Клімат Бута             | Клімат Бута | Клімат Бута | Клімат Бута | Клімат Бута | Клімат Бута | Клімат Бута | Клімат Бута | Клімат Бута | Клімат Бута | Клімат Бута | Клімат Бута | Клімат Бута | Клімат Бута |
| Показник                | Січ.        | Лют.        | Бер.        | Квіт.       | Трав.       | Черв.       | Лип.        | Серп.       | Вер.        | Жовт.       | Лист.       | Груд.       | Рік         |
| Середня температура, °C | 24          | 24          | 25          | 25          | 24          | 24          | 23          | 23          | 24          | 24          | 24          | 24          | 24          |
| Норма опадів, мм        | 20          | 79          | 122         | 175         | 170         | 124         | 168         | 166         | 209         | 237         | 141         | 54          | 1666        |
| ----------------------- | ----------- | ----------- | ----------- | ----------- | ----------- | ----------- | ----------- | ----------- | ----------- | ----------- | ----------- | ----------- | ----------- |
| Джерело: Weatherbase    |             |             |             |             |             |             |             |             |             |             |             |             |             |

## Інфраструктура
У місті є аеропорт і станція непрацюючої вузькоколійної залізниці Бумба — Ісіро.
У 2005 році в місті був спалах епідемії легеневої чуми.